# Equitazione ai XIX Giochi del Mediterraneo
Le competizioni di equitazione ai XIX Giochi del Mediterraneo si sono svolte il 1° e il 3 luglio 2022 presso l'Équestre Antar Ibn Chaddad di Orano, in Algeria.
Sono state assegnate le medaglie nella specialità del salto a ostacoli individuale e a squadre, con due competizioni miste aperte alla partecipazione sia di uomini sia di donne.

## Calendario
Il calendario delle gare è stato il seguente:
| ● | Finali |

| Giugno | Giugno | Giugno | Giugno | Giugno | Giugno | Giugno | Luglio | Luglio | Luglio | Luglio | Luglio | Luglio |
| 24     | 25     | 26     | 27     | 28     | 29     | 30     | 01     | 02     | 03     | 04     | 05     | 06     |
|        |        |        |        |        |        |        | 1      |        | 1      |        |        |        |

## Risultati
| Evento         | Oro                                                          | Argento                                                            | Bronzo                                                                     |
| Salto ostacoli |                                                              |                                                                    |                                                                            |
| Individuale    | Ahmad Saber Hamcho                                           | Chadi Garib                                                        | Mohamed Talaat                                                             |
| A squadre      | Siria Amre Hamcho Ahmad Saber Hamcho Laith Ali Shady Ghrayeb | Egitto Mouda Zeyada Mohamed Weaam Mohamed El Naggar Mohamed Talaat | Turchia Hasan Senturk Ozgur Ozkan Ahmet Berk Basegmez Ihsan Sencer Horasan |

## Medagliere
| Posizione | Paese   | Oro | Argento | Bronzo | Totale |
| --------- | ------- | --- | ------- | ------ | ------ |
| 1         | Siria   | 2   | 1       | 0      | 3      |
| 2         | Egitto  | 0   | 1       | 1      | 2      |
| 3         | Turchia | 0   | 0       | 1      | 1      |
| Totale    | Totale  | 2   | 2       | 2      | 6      |